# 광경로 길이
광로 길이(Optical path length, OPL, 방정식에서 Λ로 표기)는 광학에서 빛이 진공을 통해 이동하여 주어진 공간을 통과할 때와 동일한 위상차를 생성하는 데 필요한 길이이다. 중간. 이는 빛이 따라오는 광로의 기하학적 길이와 광선이 전파되는 균질 매질의 굴절률을 곱하여 계산된다. 비균질 광매질의 경우 위 산물은 광선 추적 절차의 일부로 통합된 경로로 일반화된다. 두 경로 간의 OPL 차이를 흔히 광로 차이(optical path difference, OPD)라고 한다. OPL과 OPD는 빛의 위상을 결정하고 전파되는 빛의 간섭과 회절을 제어하기 때문에 중요하다.
일정한 굴절률 n의 매체에서 기하학적 길이 s의 경로에 대한 OPL은 다음과 같다.
{\displaystyle \mathrm {OPL} =ns.\,}
굴절률이 경로를 따라 변하는 경우 OPL은 다음의 선적분으로 제공되며
{\displaystyle \mathrm {OPL} =\int _{C}n\mathrm {d} s,}
여기서 n은 경로 C를 따른 거리의 함수인 국부 굴절률이다.

## 같이 보기
- 대기량
- 페르마의 원리
- 광학적 깊이